# Prosopocera griseomaculata
Prosopocera griseomaculata es una especie de escarabajo longicornio del género Prosopocera, tribu Prosopocerini, familia Cerambycidae. Fue descrita científicamente por Breuning en 1936.
Se distribuye por Camerún, Costa de Marfil, Gabón, Ghana, Kenia, Uganda, República Centroafricana, República Democrática del Congo y Sierra Leona. Mide 25-37 milímetros de longitud. El período de vuelo ocurre en los meses de julio, septiembre y octubre. Parte de su dieta se compone de plantas de las familias Euphorbiaceae y Linaceae.